# Submarino clase Sōryū
Los submarinos de la clase Sōryū (16SS) son submarinos de ataque diésel-eléctricos. El primer barco de la clase entró en servicio con la Fuerza de Autodefensa Marítima de Japón en 2009. El diseño es una evolución del submarino de la clase Oyashio, del que se puede distinguir más fácilmente por su combinación de aviones de buceo y timones de popa en forma de X. Los Sōryū tienen el desplazamiento más grande de cualquier submarino utilizado por el Japón de la posguerra. 

## Historia

### Antecedentes
Durante la Segunda Guerra Mundial Japón tomó consciencia de la importancia de la guerra antisubmarina y la importancia de contar con submarinos capaces. Después de 1945 Japón vio reducida la misión de su armada a la defensa nacional del país. En 1954 se creó la actual Fuerza de Autodefensa Marítima. Entre sus misiones está tener abiertas las líneas de comunicación del país, ya que de ello depende hacer llegar a Japón los productos básicos. 
Durante la guerra fría la Fuerza Marítima de Autodefensa de Japón fue asumiendo un papel creciente en misiones de apoyo a la US Navy. La amenaza submarina soviética en el Pacífico Occidental era tan grande que se solicitó a Japón que reforzase sus capacidades antisubmarinas, tanto dentro de los grupos de escolta de la US Navy como en agrupaciones propias en un área de responsabilidad cada vez mayor. Así Japón acabó con una Armada poderosa y moderna, con gran especialización en la Guerra Antisubmarina, aunque con capacidades incipientes en otros aspectos de la Guerra Naval. Las capacidades antisubmarinas con el tiempo se han enfocado en enfrentar los submarinos chinos.
La Fuerza Submarina de la Flota (FSF Sensui Kantai) de la Maritime Self Defense Force (JMSDF) japonesa
desde 2010 incrementó el número de unidades, pasando de 16 a 22. Esto se logró construyendo más y manteniendo algunos submarinos en servicio durante más tiempo. Los japoneses sacan una nueva clase cada década, siguiendo los exigentes estándares de la Armada Japonesa, y retiran sus submarinos a los 20 años de servicio de media. De este modo suelen tener dos clases en servicio y cada nueva clase introduce mejoras sobre el diseño de la anterior. Los submarinos japoneses son los submarinos convencionales más grandes de occidente, debido a los requerimientos de mayor autonomía, prestaciones y profundidad.
La Fuerza Submarina de la Flota está organizada en 2 Flotillas, con 3 Divisiones de Submarinos cada una. Se sigue la política de sustituir submarinos en un ratio de 1:1, o incluso mayor en ocasiones. Se retiran los submarinos sin exprimir su vida operativa ya que gracias a una excelente planificación un nuevo submarino de una nueva clase ya esta listo para sustituir a otro. La tasa es de un submarino entregado a la flota cada año.

### Submarinos anteriores
Los 8 submarinos clase Uzushio mostraban un diseño influenciado por la clase Barbel y estuvieron en servicio entre 1972 y la década de 1990. Fue la primera generación de submarinos verdaderos, mejorando mucho la prestaciones respecto a la predecesora clase Asashio. Los 10 submarinos de la clase Yuushio fueron la columna vertebral de la fuerza submarina japonesa desde la década de 1980. Eran una versión mejorada de la clase Uzushio, principalmente para tener la capacidad de navegar a mayor profundidad. Los 11 submarinos clase Oyashio se incorporaron entre 1998 y 2008 y reemplazaron a los submarinos de la clase Yuushio. Cuando fueron considerados anticuados en los estándares japoneses, las dos primeras unidades fueron asignadas a entrenamiento, conservando la capacidad de combate si hiciera falta. La clase Harushio es un diseño derivado de la clase Yushio, con doble casco hidrodinámico en forma de gota de agua, mejoras en discreción acústica y profundidad máxima operativa de 300 metros.

### Los Soryu
La clase Soryu es una versión mejorada de la clase Oyashio. Las dos últimas unidades de la clase Soryu fueron la antesala de la siguiente generación de submarinos de la JMSDF, la clase Taigei. Hay que recordar que flota de submarinos de Japón es una de las mejores del mundo, fruto de las lecciones aprendidas en la Segunda Guerra Mundial. Con un total autorizado de veintidós submarinos, es una también una de las flotas más grandes.
Son submarinos pioneros a nivel mundial ya que cuentan con sistema de propulsión AIP basado en tecnología sueca de Kockums y en motores de ciclo cerrado Stirling. Se estima que con ellos los submarinos son capaces de dos semanas de navegación en inmersión continua y silenciosa. Además son pioneros en incorporar baterías Ion-Litio.
Es el primer submarino de propulsión independiente del aire de Japón. Desde Sōryū hasta Shōryū están equipados con motores Kockums Naval Solutions Stirling, fabricados con licencia por Kawasaki Heavy Industries, lo que les permite permanecer sumergidos durante períodos de tiempo más largos. Además, Ōryū es el primer submarino con batería de iones de litio del mundo. El costo del sexto submarino (Kokuryū) se estimó en 540 millones de dólares.
KHI ha construido seis unidades, mientras que las otras seis restantes fueron construidas por Mitsubishi Heavy Industries.
En 2019, el reemplazo del Sōryūs, el submarino de clase Taigei, entró en la fase de planificación.

## Diseño
Los submarinos de la clase Soryu, se basan en la Oyashio anterior. Los Soryu presentan un alto grado de automatización, reduciendo el tamaño de la tripulación a 9 oficiales y 56 tripulantes; reduciendo en diez tripulantes respecto a la clase Harushio. Además la automatización debe servir para reducir la fatiga de la tripulación durante los largos despliegues, algo esencial para asegurar una alta disponibilidad operativa. En este aspecto de buscar la mayor comodidad para las tripulaciones son submarinos equipados con modernos habitáculos y los mejores sistemas de filtración de aire.
Con  2.947 toneladas de desplazamiento en superficie y 4.100 en inmersión son los mayores submarinos construidos por Japón en la posguerra. Cada uno mide 84 metros de eslora y  9,1 de manga. Su autonomía es de 6.100 millas náuticas y, según los informes, pueden sumergirse a una profundidad de 2.132 pies. La velocidad máxima de los Soryu son 12 nudos en superficie y 20 en inmersión.
La clase Soryu presenta una popa en forma de X para conseguir mayor maniobrabilidad en aguas poco profundas y litorales, en particular en los estrechos que rodean a Japón y que marcan las principales rutas de invasión. Este timón es una diferencia con sus predecesores.
Cada submarino tiene un mástil optrónico y un radar de exploración de superficie de baja cota para la detección de medios enemigos antisubmarinos (ASW) y buques de patrulla marítima. Como submarinos el sensor principal es el sonar Hughes/Oki ZQQ-7 que incorpora un sensor sonar de proa y cuatro laterales. También tienen un conjunto de sonares remolcados para la detección acústica trasera.

### Ruido
Una de las características más destacadas del diseño de la clase Sōryū es su capacidad de sigilo. El submarino está diseñado para minimizar la detección por sonar y otros sistemas de rastreo. Para ello incorpora una combinación de revestimientos especializados en el casco que amortiguan las señales del sonar y reducen el perfil acústico. El diseño del casco también contribuye a su sigilo, con la intención de minimizar la sección transversal de radar (RCS) y evitar la detección por parte de buques de superficie y aviones de guerra antisubmarina.
La clase Sōryū también cuenta con deflectores de sonar engomados y técnicas avanzadas de reducción del ruido, como montajes especializados para su equipo interno y tecnologías de amortiguación del ruido. Esto reduce significativamente el riesgo de ser detectado por el sonar enemigo, lo que permite al submarino llevar a cabo operaciones encubiertas en entornos hostiles.

### Sonar y sensores
La clase Sōryū está equipada con un avanzado sistema de sonar. Este incluye un conjunto de sonar montado en la proa y un conjunto de sonar remolcado que mejora sus capacidades de detección. Esto permite al submarino detectar y enfrentarse a adversarios a mayor distancia minimizando el riesgo de detección. 
El submarino cuenta con un periscopio con sensores electroópticos e imágenes infrarrojas, lo que le permite detectar objetivos tanto en operaciones diurnas como nocturnas o mal tiempo. Este avanzado conjunto de sensores otorga la capacidad de operar en una amplia gama de escenarios tácticos, incluyendo ASW, ISR (inteligencia, vigilancia y reconocimiento) y operaciones antibuque.

### Armamento
La clase Sōryū está armada con seis tubos lanzatorpedos, capaces de lanzar torpedos Tipo 89, los más avanzados del arsenal japonés. Estos torpedos pueden utilizarse tanto contra buques de superficie como contra submarinos, lo que da una importante capacidad ofensiva. 
Además pueden llevarse misiles antibuque (ASM), como el misil estadounidense RGM-84 Harpoon, que se utiliza para atacar buques de superficie de gran tamaño.
La clase Sōryū está diseñada para llevar diversos misiles de crucero de ataque terrestre en caso necesario, lo que aumenta aún más su versatilidad. 
La flexibilidad en el armamento permite a Japón responder de forma dinámica a cualquier amenaza, ya sean submarinos hostiles, buques de superficie u objetivos terrestres.

### Casco
La clase Soryu tiene un diseño de casco hidrodinámico basado en la clase Oyashio. Tienen un desplazamiento mayor que cualquier otra clase de submarino en el servicio en la JMSDF. El casco está hecho de acero de alta resistencia a la tracción y está cubierto con losetas de recubrimiento anecoico para reducir el reflejo de las ondas acústicas.

### Propulsión
Los japoneses adoptaron para esta clase de submarinos la propulsión AIP. Gracias a ella tiene capacidad para más de dos semanas de funcionamiento AIP en inmersión a una velocidad de 5 nudos sin necesidad de snorkel. Antes del AIP los mejores submarinos convencionales clásicos podían pasar solo entre tres y cinco días sumergidos. Japón seleccionó el Stirling AIP, adoptado por la Armada sueca y Singapur. Kawasaki Heavy Industries lo fabricó bajo licencia. Durante años se evaluó el motor Stirling a bordo de un submarino de entrenamiento, antes de equipar a la clase Soryu con el sistema.
Yuasa Technology Corporation (GYT) y Mitsubishi Heavy Industries (MHI) firmaron en 2015 un contrato para el suministro de un sistema completo de baterías de litio para submarinos. Se comenzó la producción en 2017 y el primer submarino equipado con ellas fue el Oryu (undécimo de la clase) en 2019. Le siguió un segundo submarino en 2021.
Estos dos submarinos abandonaron el AIP para confiar por completo en las baterías de ion-litio y así allanaron el camino para la siguiente generación. Desde mediados de la década de 2000 se ha estado diseñando en Japón una nueva generación de submarinos equipados exclusivamente con estas baterías, la clase Taigei, cuyo primer submarino entró en servicio en 2022.

## Exportaciones

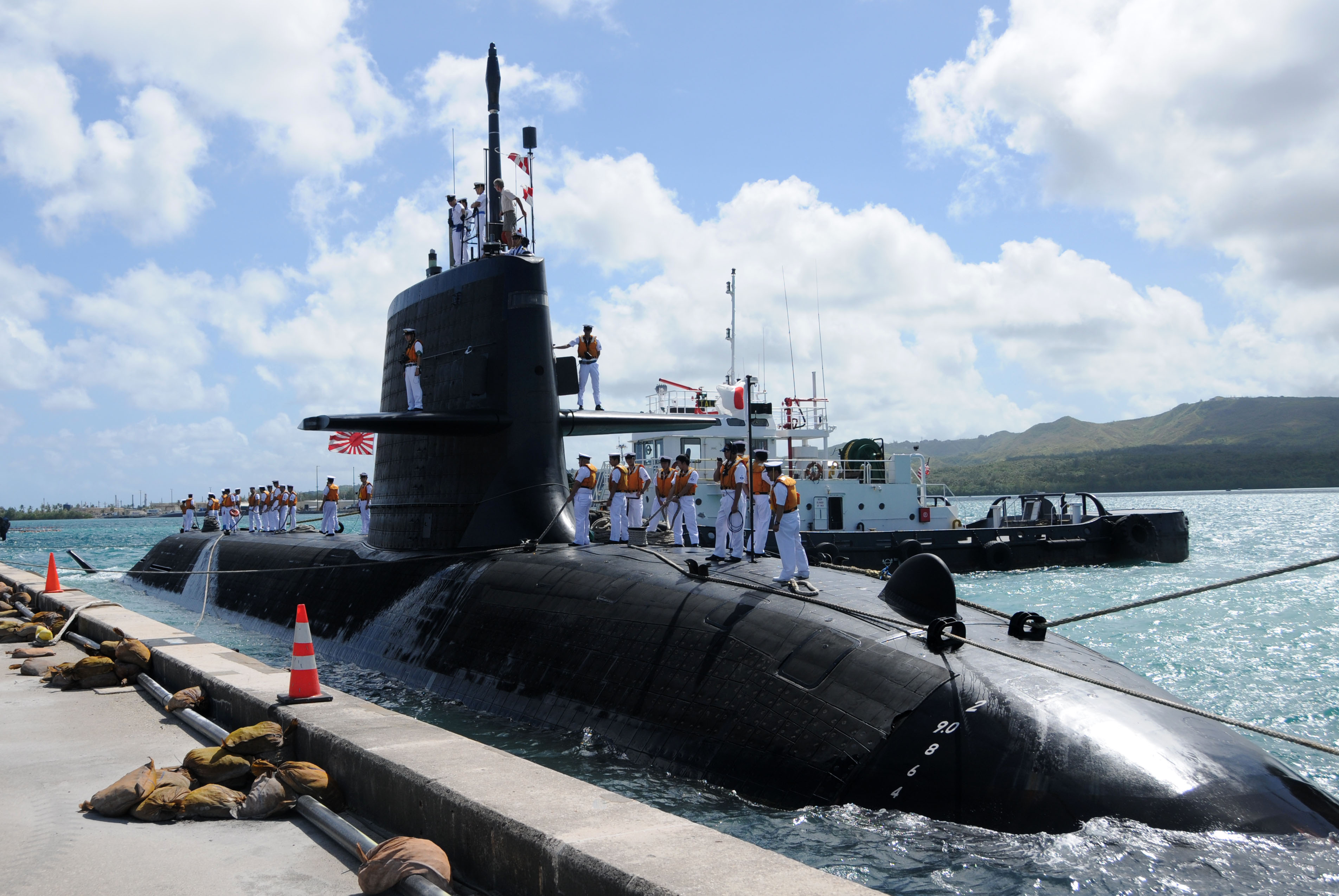
Hakuryu

Japón ofreció submarinos clase Sōryū a Australia como reemplazos de los submarinos clase Collins de la Royal Australian Navy, como parte del proyecto de reemplazo de submarinos clase Collins. El 9 de abril de 2014, el entonces ministro de Defensa australiano, David Johnston, describió la clase Sōryū como “extremadamente impresionante” mientras discutía las futuras opciones de submarinos de Australia. El 26 de abril de 2016, el primer ministro australiano, Malcolm Turnbull, anunció que el contrato australiano se había adjudicado al Shortfin Barracuda de diseño francés. En su momento decía que uno de los factores que jugaron en contra de los Soryu fue su autonomía, ya que Australia pedía mucha más que la exigida por Japón. Los japoneses ofrecieron para ello un diseño alargado para paliar este defecto pero parece que Autralia no quiso apostar por ese diseño.
India, Marruecos, Noruega, Países Bajos y Taiwán también se han acercado a Japón y han expresado su interés en comprar submarinos de la clase Sōryū. 
Durante una visita a Japón, el entonces ministro de Defensa de la Unión de India, Manohar Parrikar, invitó al gobierno japonés a participar en su programa de adquisición de submarinos de clase Proyecto 75I de USD $ 8100 millones. El gobierno indio sopesó construir bajo licencia seis submarinos de la clase Soryu. Esto hubiera requerido la formación de alguna alianza comercial entre los astilleros japoneses Mitsubishi Heavy Industries y Kawasaki Shipbuilding Corporation con empresas locales de India.

## Buques
| Proyecto no. | construcción número no. | Banderín no. | Nombre/epónimo                          | puesto en grada         | botado                  | Asignado            | Puerto base | Notas |
| ------------ | ----------------------- | ------------ | --------------------------------------- | ----------------------- | ----------------------- | ------------------- | ----------- | --- |
| S131         | 8116                    | SS-501       | Sōryū そうりゅう Dragón azul            | 31 de marzo de 2005     | 5 de diciembre de 2007  | 30 de marzo de 2009 | Kure        | |
| S131         | 8117                    | SS-502       | Unryū (うんりゅう?) Dragón nublado      | 31 de marzo de 2006     | 15 de octubre de 2008   | 25 de marzo de 2010 | Kure        | Estos cinco submarinos están equipados con el nuevo sonar ZQQ-7B.                                                                               |
| S131         | 8118                    | SS-503       | Hakuryū (はくりゅう?) Dragón blanco     | 6 de febrero de 2007    | 16 de octubre de 2009   | 14 de marzo de 2011 | Kure        | Estos cinco submarinos están equipados con el nuevo sonar ZQQ-7B.                                                                               |
| S131         | 8119                    | SS-504       | Kenryū (けんりゅう?) Dragón espada      | 31 de marzo de 2008     | 15 de noviembre de 2010 | 16 de marzo de 2012 | Kure        | Estos cinco submarinos están equipados con el nuevo sonar ZQQ-7B.                                                                               |
| S131         | 8120                    | SS-505       | Zuiryū (ずいりゅう?) Dragón auspicioso  | 16 de marzo de 2009     | 20 de octubre de 2011   | 6 de marzo de 2013  | Yokosuka    | Estos cinco submarinos están equipados con el nuevo sonar ZQQ-7B.                                                                               |
| S131         | 8121                    | SS-506       | Kokuryū (こくりゅう?) Dragón negro      | 21 de enero de 2011     | 31 de octubre de 2013   | 9 de marzo de 2015  | Yokosuka    | Estos cinco submarinos están equipados con el nuevo sonar ZQQ-7B.                                                                               |
| S131         | 8122                    | SS-507       | Jinryū (じんりゅう?) Dragón benevolente | 14 de febrero de 2012   | 8 de octubre de 2014    | 7 de marzo de 2016  | Kure        | Este submarino está equipado con el nuevo sonar ZQQ-7B y un nuevo dispositivo de comunicación por satélite.                                     |
| S131         | 8123                    | SS-508       | Sekiryū (せきりゅう?) Dragón rojo       | 15 de marzo de 2013     | 2 de noviembre de 2015  | 13 de marzo de 2017 | Kure        | Este submarino está equipado con el nuevo sonar ZQQ-7B y un nuevo dispositivo de comunicación por satélite y un nuevo torpedo de contramedidas. |
| S131         | 8124                    | SS-509       | Seiryū (せいりゅう?) Dragón puro        | 22 de octubre de 2013   | 12 de octubre de 2016   | 12 de marzo de 2018 | Yokosuka    | |
| S131         | 8125                    | SS-510       | Shōryū (しょうりゅう?) Dragón altísimo  | 28 de enero de 2015     | 6 de noviembre de 2017  | 18 de marzo de 2019 | Kure        | |
| S131         | 8126                    | SS-511       | Ōryū (おうりゅう?) Dragón fénix         | 16 de noviembre de 2015 | 4 de octubre de 2018    | 5 de marzo de 2020  | Kure        | Estos dos submarinos utilizan para su propulsión tecnología con baterías Li-ion                                                                 |
| S131         | 8127                    | SS-512       | Tōryū (とうりゅう?) Dragón luchador     | 27 de enero de 2017     | 6 de noviembre de 2019  | 24 de marzo de 2021 | Yokosuka    | Estos dos submarinos utilizan para su propulsión tecnología con baterías Li-ion                                                                 |